# 256P/LINEAR
256P/LINEAR – kometa krótkookresowa, należąca do rodziny Jowisza. 

## Odkrycie
Kometa została odkryta 26 kwietnia 2003 w ramach programu obserwacyjnego LINEAR.

## Orbita komety i właściwości fizyczne
Orbita komety 256P/LINEAR ma kształt elipsy o mimośrodzie 0,42. Jej peryhelium znajduje się w odległości 2,69 j.a., aphelium zaś 6,55 j.a. od Słońca. Jej okres obiegu wokół Słońca wynosi 9,93 roku, nachylenie do ekliptyki to wartość 27,64˚.
Jądro tej komety ma rozmiary maks. kilku km.